# Fundo de investimento em direitos creditórios

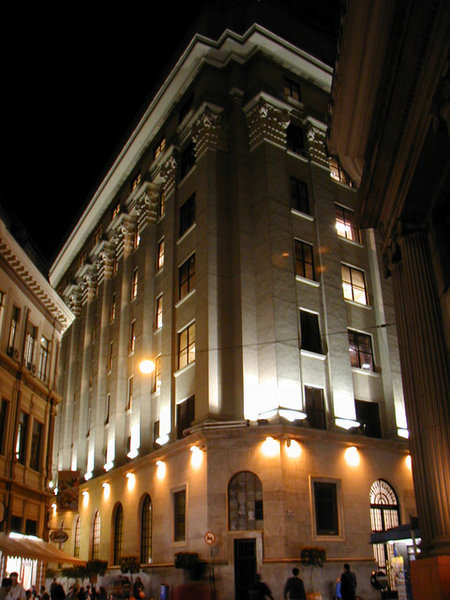
Cotas de FIDC podem ser negociadas na B3.

O Fundo de Investimento em Direitos Creditórios  (também conhecido simplesmente pela sigla FIDC ) é um veículo de securitização de recebíveis e um tipo de  Fundo de Investimento caracterizado pela aquisição de direitos creditórios. Ele é geralmente definido como uma “comunhão de recursos”, por configurar-se juridicamente como um condomínio, no qual os investidores são detentores de cotas. De acordo com as regras aplicáveis aos FIDCs, estes devem destinar, em até 90 dias da data de sua constituição, a parcela mínima de 50% do seu patrimônio líquido à aquisição de direitos creditórios (“parcela preponderante”), enquanto os demais 50% podem ser aplicados em títulos de renda fixa com liquidez diária, como  Certificados de Depósito Bancário e títulos do Tesouro Direto.
O FIDC não é dotado de personalidade jurídica , e sua inscrição no CNPJ serve exclusivamente a fins fiscais. Assim, o FIDC não possui um contrato social ou um estatuto social, como ocorre com sociedades empresárias limitadas ou anônimas, mas rege-se por um “regulamento” e é representado por um Administrador de Fundo - que, na prática, exerce a função de Gatekeeper (agente que fiscaliza e atua em favor da comunhão de interesse dos investidores). A destinação dos recursos do FIDC, isto é, o investimento de seu patrimônio, fica a cargo de um gestor de carteira, o chamado Gestor do Fundo.
As cotas de FIDC podem ser objeto de Oferta Pública (ICVM 400), Oferta Pública com Esforços Restritos (ICVM 476) ou colocação privada. Na Oferta Pública, ao contrário do que ocorre na distribuição de outros ativos, os subscritores de cotas de FIDC precisam ser, no mínimo,  investidores qualificados.

## Legislação (Brasil)
Os FIDCs são espécies de  Fundo de Investimento e, portanto, representam uma modalidade de investimento coletivo. Como regra geral, fundos de investimento são regulados pela Instrução CVM 555, de 17 de dezembro de 2014.  Os FIDCs, por sua vez, foram regulados especificamente pela Instrução CVM 356, de 17 de dezembro de 2001. Outras instruções normativas pertinentes são a Instrução CVM 393, de 22 de julho de 2003, a Instrução CVM 399, de 21 de novembro de 2003, a Instrução CVM 442, de 08 de dezembro de 2006 e a Instrução CVM 531, de 06 de fevereiro de 2013 (que altera instrução 356).

## Características
Não há regime fiduciário para o patrimônio do fundo, de forma que todos os cotistas têm direitos sobre o patrimônio total do fundo. No entanto, os cotistas de um FIDC podem ser titulares de cotas sêniores ou subordinadas, sendo que as cotas sêniores têm prioridade em relação às subordinadas no pagamento da remuneração, na amortização e no resgate. Assim, a subordinação de um FIDC está sujeita às primeiras perdas e funciona como um mecanismo de mitigação de risco para os investidores das cotas sêniores. Como as cotas sêniores são protegidas, até um limite, de calote, elas possuem risco significantemente menor. Cotas subordinadas são muito mais arriscadas, mas, justamente em razão do risco assumido, geralmente são remuneradas a taxas maiores. Este mecanismo de cotas permite a um FIDC atrair num só fundo, diferentes classes de investidores.
Os FIDC possuem seus gastos regulamentados de forma rígida. Os recursos do fundo só podem ser utilizados para pagar despesas inerentes à atividade básica de comprar e vender os ativos especificados no regulamento. Quaisquer outras despesas não previstas como encargos do fundo correm por conta do administrador.
O Regulamento é o instrumento que rege o funcionamento e a forma de investimento do FIDC. De acordo com a ICVM 356/2001, ele deve prever, no mínimo, se a forma de condomínio do FIDC será aberta ou fechada, a taxa de administração (remuneração do Administrador), taxa de desempenho ou performance, conforme aplicável, despesas residuais e a política de investimento, com critérios de elegibilidade para aquisição de direitos creditórios e condições de cessão. Critérios de elegibilidade são elementos objetivos validados por um prestador de serviço específico, o custodiante, enquanto as condições de cessão são validadas, no mínimo, pelo Administrador do FIDC, nos termos da regulação aplicável.
De acordo com o art.40-A da ICVM 356/2001, os FIDCs só podem adquirir ativos de um mesmo devedor, ou de coobrigação de mesma entidade, no limite de 20% do seu patrimônio líquido.

## Tipos de FIDC
FIDCs podem ser constituídos sob a forma de condomínio aberto ou fechado. No primeiro caso, os FIDCs não têm prazo determinado e podem aplicar e captar recursos ininterruptamente até um evento de resgate antecipado (conforme previsto em seu regulamento). No segundo caso, os FIDCs possuem prazo determinado, ao fim do qual ocorre o resgate de suas cotas.
FIDCs podem ser “padronizados” (simplesmente “FIDC”) e “não padronizados” (“FIDC-NP”). O FIDC padronizado é aquele cuja “parcela preponderante” (50% do patrimônio líquido) é destinada à aquisição de créditos com fluxo determinado, de caráter menos arriscado. O FIDC-NP, por sua vez, destina sua parcela preponderante à aquisição de créditos com pagamento de longo prazo ou pagamento incerto, geralmente créditos vencidos, precatórios, créditos em litígio ou de recuperação judicial, bem como derivativos de direitos de crédito e outros tipos de créditos cujo pagamento não é regular, e que, portanto, representam maior risco.
De acordo com o número de cedentes e devedores (sacados), os FIDCs podem ser classificados entre multi- ou monocedente e multi- ou monossacado. Um FIDC que adquire  duplicatas cedidas por vários fornecedores de um mesmo devedor, por exemplo, poderia ser classificado como um FIDC “multi-cedente e mono-sacado” (vários cedentes e um devedor).
Os FIDCs também podem ser classificados como FIC FIDC. O FIC FIDC é um Fundo de Investimento em Cotas de Fundos de Investimentos Creditórios, com destinação de pelo menos 95% do seu patrimônio líquido à aquisição de cotas de FIDC, conforme regulado pela Instrução CVM 489, de 14 de janeiro de 2011. Outras nomenclaturas incluem o FIDC Cadeia de Fornecedores (para antecipação de recebíveis de fornecedores), FIDC Cadeia de Clientes (fornecimento de crédito a clientes por empresas mediante antecipação de recebíveis)e o FIDC Cash Pooling (gestão de caixa conjunto para empresas do mesmo grupo).

## Tributação
O regime de tributação de FIDCs envolve o Imposto de Renda sobre os rendimentos, sendo que suas operações estão isentas de IOF, CSLL, IRPJ, PIS e COFINS. A incidência de IR sobre os rendimentos do investidor observa uma tabela regressiva de acordo com o tempo do investimento, de 22,5% de tributo sobre o rendimento para investimentos de até 180 dias, até o mínimo de 15% de IR para investimentos acima de 720 dias.

## Uso de Notas Comerciais pelos FIDCs e suas Implicações Legais
A legislação vigente proíbe os FIDCs de originarem Notas Comerciais (NCs) com juros superiores aos limites estabelecidos pela Lei de Usura, que fixa os juros remuneratórios em um máximo de 1% ao mês e 12% ao ano.
Embora as NCs sejam apresentadas como valores mobiliários, elas têm sido utilizadas para representar empréstimos diretos, evitando a incidência do Imposto sobre Operações Financeiras (IOF). Para que as NCs fossem verdadeiramente consideradas valores mobiliários, como as debêntures, seria necessário haver múltiplos subscritores ou um intervalo de tempo significativo entre emissão e subscrição. A cobrança de juros superiores aos limites legais é ilegal conforme o Código Civil  e as jurisprudências do Supremo Tribunal Federal (STF) e do Superior Tribunal de Justiça (STJ). Além disso, as resoluções da Comissão de Valores Mobiliários (CVM), especificamente as de número 175, 181, 184 e 187, proíbem os FIDCs de concederem empréstimos em dinheiro.
As regulamentações da CVM e do Conselho Monetário Nacional (CMN) estipulam que os FIDCs são fundos de investimento em direitos creditórios e não têm autorização para conceder empréstimos. As decisões do STJ reforçam que apenas instituições financeiras podem cobrar juros acima dos limites estabelecidos pela Lei de Usura. Quando as Notas Comerciais são usadas como empréstimos (mútuo feneratício), elas estão sujeitas às restrições do Código Civil. Ademais, a relação comercial entre tomadores e FIDCs envolve, além dos juros, tarifas e comissões de serviços prestados ao FIDC. Desta forma, o uso de NCs pelos FIDCs para a concessão de crédito é inadequado e visa evitar a regulamentação e tributação apropriadas. A alternativa correta para a concessão de crédito seria utilizar a Cédula de Crédito Bancário (CCB), que está devidamente regulamentada para tais operações financeiras.